# Білий націоналізм
Білий націоналізм — політична ідеологія, що виступає за расове або вузьке етноцентричне визначення національної ідентичності. Білий націоналізм стосовний до переваги однієї етнічної групи — білої переваги, у тому числі закликів до захисту національного громадянства для білих людей. Ідеологічно заснований навколо етноцентричної ідеології, яка простягається від уподобань для білої етнічної групи до вірувань переваги білої раси і організації влади білих. Відповідно до Бенедикта Андерсона, такий націоналізм відображає появу співтовариства — в населенні розвиваються почуття спільної ідентичності ширші, ніж сімейні або племінні. Включає ідеї соціал-дарвінізму і нацизму.
Білі націоналісти стверджують, що кожна національність відчуває природну прихильність до свого виду. Вони виступають расове самозбереження і стверджують, що культура є продуктом раси. Відповідно до політолога  Rick Valelly білий націоналізм є продукт сучасної централізованої держави.

## Погляди
Багато білих націоналістів вважають себе патріотами європейської історії та культури, що підтримують збереження унікальності раси і затверджують, що сама культура - расовий продукт. Згідно зі словами, представника білого націоналізму, Самуеля Френсіса, це «рух, який відхиляє рівність як ідеал, що наполягає на міцній основі людської природи, що передається у спадок».
Американський політолог Самуель  Гантінгтон зазначає, що білі націоналісти доносять думку, що демографічний зсув у США, який знижує відсоток білого населення, приніс нижчу інтелектуальну, освітню та моральну культуру, позитивні дії та іммігрантські гето. Більшість американських білих націоналістів говорить, що імміграція повинна бути обмежена людям неєвропейського походження.Білі націоналісти заявляють, що прагнуть забезпечити виживання білої раси та культур історично білих держав. Вони вважають, що білі люди повинні зберігати більшість у білих країнах з більшістю населення, зберігати своє політичне та економічне домінування, а їхня культура має бути на першому місці. Критики стверджують, що термін "білий націоналізм" - це просто "ребрендинг", і такі ідеї, як біла гордість, існують виключно для того, щоб забезпечити публічне висвітлення переваг білих, і що більшість білих націоналістичних груп сприяють расовому насильству.

## Визначення білих людей
Більшість білих націоналістів визначають білих людей обмеженим чином. У США це часто, хоча і не виключно, припускає європейське походження неєврейського походження. Деякі білі націоналісти звертають увагу на расові систематики 19-го століття, які не досягли консенсусу з расових категорій, і не приймається сучасними генетиками. Деякі білі націоналісти, такі як Джаред Тейлор, стверджували, що євреї можуть вважатися "білими". Хоча більшість білих націоналістів проти Ізраїлю і сіонізму, кілька білих націоналістів (таких як Вільям Деніел Джонсон) висловили підтримку Ізраїлю.

## Регіональні рухи

### Україна
- Соціал-Національна Асамблея

## Критика
Групи білої переваги мають історію в скоєнні злочинів на ґрунті ненависті, зокрема щодо осіб єврейського або африканського походження. Приклади включають самосуд чорних людей з боку Ку-клукс-клану.
Деякі критики стверджують, що білі націоналісти часто спиратються на націоналістичні традиції Ку-Клус-Клану і Британського національного фронту. Критики відзначили антисемітську риторику, використовувану деякими білими націоналістами, і виділені ними на просування теорії змови, таких як сіоністська окупація уряду.

## Відомі організації
- Національний фронт (Велика Британія)
- Язичницький Фронт
- Шведський Рух Опору
- Білий арійський опір
- Ку-клукс-клан
- Північно-Західна територіальна імператива
- Африканерський Рух Опору

## Відомі особи
- Вірджинія Абернеті
- Девід Дюк